# Citral
Le citral, ou lémonal, est le nom donné à deux isomères de formule brute C10H16O. Les deux composants sont des stéréoisomères : l'isomère trans est connu sous le nom de géranial ou citral A. L'isomère cis est connu sous le nom de néral ou citral B.
Le citral est le constituant majeur de l'huile de citronnelle et d'autres plantes du genre Cymbopogon. Il est également présent dans les huiles essentielles de verveine, d'orange, de citron…
Le géranial a une très forte odeur de citron, le néral a une odeur plus douce. Les citrals sont donc des composants aromatiques utilisés en parfumerie pour leurs odeurs de citron. Ils sont également utilisés comme arômes et pour enrichir l'huile de citron.
Les citrals sont également utilisés dans la synthèse de la vitamine A, de l'ionone et de la méthylionone.
Le citral ne contient pas de carbone asymétrique et ne dévie donc pas la lumière dans un polarimètre.

## Sources
- (en) Cet article est partiellement ou en totalité issu de l’article de Wikipédia en anglais intitulé « Citral » (voir la liste des auteurs).

1. ↑  Masse molaire calculée d’après « Atomic weights of the elements 2007 », sur www.chem.qmul.ac.uk.
2. ↑  Numéro index 605-019-00-3 dans le tableau 3.1 de l'annexe VI du règlement CE N° 1272/2008 (16 décembre 2008)
3. ↑  « Citral » dans la base de données de produits chimiques Reptox de la CSST (organisme québécois responsable de la sécurité et de la santé au travail), consulté le 25 avril 2009